# 第二次唐纳德·特朗普弹劾案
2021年1月13日，美国众议院通过弹劾议案，正式以煽动叛乱（incitement of insurrection; sedition）的罪行弹劾美国第45任总统唐纳德·特朗普。此次弹劾是因为特朗普尝试推翻2020年美国总统选举结果、曾向佐治亚州州务卿施压造票以及一周前（1月6日）涉入煽动造成2021年冲击美国国会大厦事件的行为，這也是總統史上最快彈劾成案的例子。特朗普是美国历史上第一位被弹劾两次的总统（也是美国历史上第一位被弹劾两次的官员）。
在弹劾之前，众议院议长南希·佩洛西说，如果副总统迈克·彭斯及特朗普的内阁都没有采用第25条宪法修正案剥夺特朗普的总统权力，众议院就会正式弹劾特朗普，如果來得及的話會将权力交予彭斯以完成政權交替作業。1月12日，彭斯写信正式拒绝。
1月11日，美国众议院超过两百名支持者（co-sponsors）把弹劾议案提上日程，指控特朗普「煽动对美国政府的叛乱」与煽动在国会大厦的违法行为。1月13日，美国众议院以232-197的比例通过弹劾议案。这次对特朗普的弹劾是美国历史上第四次对美国总统的弹劾。这次的弹劾议案受到了十名共和党众议员的支持，是美国历史上收到两党支持最多的弹劾，这也是第一次多数党党团内所有的代表都支持弹劾。
2月9日，雖然川普已在1月20日卸任下台，但若他被定罪之後可再透過簡單多數決提案使其無法復任公職，所以在議會內二次弹劾案的程序仍將繼續推動，此日起正式审判在参议院临时议长派屈克·萊希主持参议院之下开始。2月13日，参议院经过五天的审判程序后，57名参议员投票认为特朗普有罪、43名认为无罪。因“有罪”票数未達到在场参议员的三分之二（也就是67票），临时议长宣布特朗普无罪。

## 背景
2021年1月，特朗普总统就因为他尝试推翻2020年美国总统选举结果的种种行为被批评。1月2日，特朗普打电话给佐治亚州州务卿布拉德·拉芬斯珀格，向州务卿施压要求州务卿帮他「寻找11780张选票」（find 11,780 votes）来推翻佐治亚州的总统选举结果，因為拜登在2020年美国总统选举中，以11779票之差贏得佐治亚州，佐治亚州是全美所有州中拜登與特朗普的得票比例差距最細微（0.2356%）。
1月6日中午，特朗普在白宫前举行“拯救美国”集会，再三要求即將主持國會點票的副总统彭斯推翻选举结果，最后引发了2021年冲击美国国会大厦事件，被认为是构成了「对美国的叛乱」的罪行。

## 2021年剥夺特朗普总统职务的方案
2021年冲击美国国会大厦事件之后，国会议员、特朗普的内阁、政治评论家、与法律学者考虑了四种剥夺特朗普总统职务的方案：辞职、采用第14条修正案、采用第25条修正案与弹劾。

### 辞职
美国总统可以辞职。在这种情况下，根据美国宪法第二条与美国宪法第25条修正案的规定，副总统将自动成为总统。
如果特朗普辞职，则副总统迈克·彭斯就会成为第46任美国总统，同时会打破纪录成为就任时间最短的总统（只有不到7天，直到权利被交接到第47任总统乔·拜登）。这项纪录之前是由美国第9任总统，上任31天即去世的威廉·亨利·哈里森所保持。这也将会是美国历史上第二次的总统辞职，第一次是1974年尼克松因为水门事件与被认为是不可避免的彈劾而辞职。
1月7日，因为政府的内部压力、有关剥夺权利的威胁、与多个官员辞职的事件，特朗普在电视上保证会有一个“有序的权力交接”（orderly transition of power）。1月8日，特朗普在白宫说，他不会考虑辞职。1月9日，纽约时报报道，特朗普告诉白宫官员，说他后悔做出了“有序的权力交接”的保证，并且还说他不可能辞职。

### 第14条修正案
美国宪法的第14条修正案是美国内战之后“重建时期”的修正案之一。其第三款表明：
无论何人，凡先前曾以国会议员、或合众国官员、或任何州议会议员、或任何州行政或司法官员的身份宣誓维护合众国宪法，以后又对合众国作乱或反叛，或给予合众国敌人帮助或鼓励，都不得担任国会参议员或众议员、或总统和副总统选举人，或担任合众国或任何州属下的任何文武官员。但国会得以两院各三分之二的票数取消此种限制。
代表纽约州第14国会选区的国会代表、民主党人亚历山德里娅·奥卡西奥-科尔特斯支持使用这个修正案对付特朗普。
如果特朗普因为这条修正案被彈劾职位，则副总统迈克·彭斯仍然会成为第46任美国总统，同时依然会打破纪录成为就任时间最短的总统。这个方案如果被实行，则就会使美国现代历史上第二次动用第14条修正案第三款：第一次是在1919年用来禁止因违反了美国1917年间谍法而被定罪的维克多·L·伯格尔成为众议院议员。这也会是美国历史上第一次第14条修正案被应用到一个在职的美国总统身上。尽管如此，这个方案被人们认为是最不可能的选择之一。

### 第25条修正案
美国宪法的第25条修正案是在1967年通过的，其对美国总统和副总统职位因各种原因出现空缺时的继任程序作出了修正和规定，并增加了由副总统和内阁成员判断总统是否能够继续履行职责的新条款。其中，修正案第四款（Section 4）规定，
凡当副总统和行政各部长官或国会以法律设立的其他机构成员的多数，向参议院临时议长和众议院议长提交书面声明，声称总统不能够履行总统职务的权力和责任时，副总统应立即作为代理总统承担总统职务的权力和责任。
- 此后，当总统向参议院临时议长和众议院议长提交书面声明，声称丧失能力的情况不存在时，他应恢复总统职务的权力和责任，除非副总统和行政各部长官的多数或国会以法律设立的其他机构成员的多数在四天之内向参议院临时议长和众议院议长提交书面声明，声称总统不能够履行总统职务的权力和责任。在此种情况下，国会应决定这一问题，如在休会期间，应为此目的在四十八小时以内集会。如国会在收到后一书面声明后的二十一天以内，或如适逢休会期间，则在国会按照要求集会以后的二十一天以内，以两院的三分之二的票数决定总统不能够履行总统职务的权力和责任，副总统应继续作为代理总统履行总统职务的权力和责任；否则总统应恢复总统职务的权力和责任。

简要来说，第四款规定，副总统和内阁多数成员可以共同宣告总统无法履行职责，之后总统的职责和权利会立刻转移到副总统手上。
如果2021年，第25条修正案第四款被采用，则副总统彭斯会成为“代理总统”，履行所有总统的权利和职责。特朗普将继续持有总统的头衔，只不过被剥夺了总统的权利和职责。第25条修正案第四款从未被使用过。若要采用本修正案，则需要彭斯和内阁的至少8名成员的同意。根据第四款的时间要求，彭斯可以担任代理总统直到拜登就职。
在1月6日当晚（也就是2021年冲击美国国会大厦事件当晚），CBS新闻报道，总统的内阁正在讨论是否采用第25条修正案。由美国众议院议员大卫·西西里尼带领的众议院司法委员会（House Judiciary Committee）的十名民主党成员写信给彭斯，“激动地要求”（emphatically urge）彭斯动用第25条修正案来宣告特朗普“无法履行总统的权利和职责”。
1月7日，运输部长赵小兰与教育部长贝琪·德沃斯（都是总统内阁成员）相继辞职。根据报道，德沃斯讨论了关于动用修正案，并且在发现彭斯不支持动用修正案之后，决定辞职。民主党参议员伊丽莎白·沃伦发推文指责德沃斯辞职的行为。随后，众议院多数党党鞭吉姆·克莱伯恩亦指责德沃斯和赵小兰“逃避责任”（running away from their responsibility）。1月10日，CNN报道彭斯尚未排除使用第25条修正案，并且如果特朗普变得“更加不稳定”（more unstable），希望能够保留这个选项。
1月12日，众议院规则委员会（House Rules Committee）通过了一项无约束力决议，要求彭斯动第25条修正案。在同日彭斯写给佩洛西的信中，彭斯重申了他反对动用修正案。信中，彭斯认为，第25条修正案的目的是处理总统失能的情况，而在权力交接的中途动用此修正案来“惩罚与篡位”（punish and usurp）特朗普会削弱美国联邦政府和行政部门的稳定性，并且会设立一个“非常可怕的”（terrible）先例。尽管如此，同日众议院以223-205的比例（5名代表未投票，都是共和党人）通过了一项决议，要求彭斯去采用第25条修正案。众议院议员亚当·金辛格是唯一一个支持这项决议的共和党代表。

### 弹劾
美国宪法第一条第二款第5节规定如下：
众议院选举本院议长和其他官员，并独自拥有弹劾权。
美国宪法第一条第三款第6节规定如下：
参议院独自拥有审判一切弹劾案的权力。为此目的而开庭时，全体参议员须宣誓或作代誓宣言。合众国总统受审时，首席大法官主持审判。无论何人，非经出席参议员三分之二的同意，不得被定罪。
弹劾始于众议院，弹劾议案亦由众议院编撰。众议院投票是否通过弹劾议案。這投票需要简单多数即可通过，而提出彈劾議案的民主黨是當時眾議院的多數派。众议院通过后，被告人也就所谓的被“弹劾”了。随后，由参议院对被告进行审判。如出席的参议员中有三分之二的多数认定被告有罪，则判定其有罪。如果被告正在任职，则被判有罪后即自动被解职。在判定有罪之后，参议院可以投票决定是否还禁止被告今后再次担任联邦职位（包括选举及任命的职位），這個投票只需過半數同意即可被通過。被参议院判罪的被告仍有可能遭到刑事审判。大部分法律学者认为参议院弹劾案审判在被告离职后仍可进行，目的是剥夺其今后重新任职的权利或某些在任职时获得的待遇（例如退休金），不过这一观点有争议。如果出席的参议员中认定被告有罪的票数不足三分之二，则认定被告无罪，不作处罚。
若弹劾于定罪发生于特朗普任期结束之前，彭斯就即可成为第46任总统。与辞职的情况一样，彭斯将成为就任时间最短的总统。但是，参议院多数党领袖米奇·麦康诺已经拒绝提早召集参议院来审判特朗普，这代表参议院会在特朗普任期结束（1月20日）之后才举行弹劾案的审判程序。

## 众议院弹劾

### 弹劾议案的编撰
1月7日，众议员伊尔汗·奥马尔（D-MN-5）编撰了一份弹劾议案，并在1月8日在她的推特上公布了部分议案，表明“特朗普留在总统职位上每留一分钟，我们的国家、民主、和国家安全就会遭受更大的危险”。这份弹劾议案的第一款指控源于2021年1月2日特朗普与佐治亚州州务卿布拉德·拉芬斯珀格的通话，尝试推翻佐治亚州的总统选举结果。第二款指控源于特朗普在2021年1月6日的行为，认为他的唯一目的是“引起暴力，并阻碍国会根据宪法确认2020年选举的结果”。
1月8日，CNN得知众议院议员大卫·西西里尼（D-RI-1）、刘云平（D-CA-33）、与杰米·拉斯金（D-MD-8）也编撰了另一份弹劾议案，其收到超过110位议员的支持。这份弹劾议案的第一份指控标题为“煽动骚乱”（incitement of Insurrection），其指控特朗普1月6日的行为“鼓励了——也可以预见地导致了——在国会大厦的非法行为”。根据这个指控，特朗普导致了“一群暴徒非法地入侵了国会大厦”并且“做了暴力的、致命的、毁灭性的、和骚乱性质的事情”。截止至1月10日，美国众议院里有210个议员支持这份弹劾议案。

### 众议院提出弹劾议案
2021年1月11日，在众议院里，议员大卫·西西里尼（D-RI-1）、刘云平（D-CA-33）、与杰米·拉斯金（D-MD-8）正式提出了弹劾议案，指控特朗普的行为“煽动骚乱”。弹劾议案中表明，特朗普的行为“威胁了民主系统的完整性、干涉了和平权力交接的过程、并危及了政府[立法部门]的平等地位”使称，如果特朗普完成他的任期，则是“对国家安全、民主、与宪法的威胁”。同日，这份222名众议院民主党议员中由218名宣布支持（co-sponsors）弹劾议案，确保了弹劾议案得以通过。
1月12日，众议院议长佩洛西提名了下列议员为“弹劾经理人”（impeachment managers）：
- 杰米·拉斯金（主弹劾经理人，前美利坚大学宪法学教授）
- 刘云平（前美国空军军法公诉人）
- 大卫·西西里尼（前公共辩护人）
- 戴安娜·德吉特（前民权律师）
- 华金·卡斯特罗（律师）
- 埃瑞克·史瓦維爾（加利福尼亚州前公诉人）
- 乔·尼格斯（律师）
- 玛德琳·迪恩（律师）
- 斯泰西·普拉斯基特（律师）[43]

### 众议院投票结果
1月13日，众议院以232-197的比例投票通过弹劾议案。所有的众议院民主党议员都支持弹劾。同时，下列共和党众议院议员支持弹劾议案：
- 利茲·切尼（WY-AL）
- Anthony Gonzalez（OH-16）
- Jaime Herrera Beutler（WA-3）
- 約翰·卡特科（NY-24（英语：New York's 24th congressional district））
- 亞當·金辛格（IL-16）
- 彼得·邁耶（MI-3（英语：Michigan's 3rd congressional district））
- 丹·紐豪斯（WI-4）
- 湯姆·賴斯（SC-7）
- 弗雷德·亚普顿（MI-6）
- 大卫·瓦拉道（CA-21）

| 党派        | 党派         | 第一款 （煽动骚乱） | 第一款 （煽动骚乱） | 第一款 （煽动骚乱） |
| 党派        | 党派         | 赞成                | 反对                | 弃权                |
| ----------- | ------------ | ------------------- | ------------------- | ------------------- |
|             | 民主党 (222) | 222                 | –                   | –                   |
|             | 共和黨 (211) | 10                  | 197                 | 4                   |
| 总数（433） | 总数（433）  | 232                 | 197                 | 4                   |
| 结果        | 结果         | 通过                | 通过                | 通过                |

## 参议院审判
1月13日，参议院時任多数党领袖米奇·麥康諾拒絕（在1月19日之前）提早召集参议院来审判特朗普。因此，参议院在特朗普离任之后才會审判特朗普，故弹劾案的审判程序不会在他的任期内开始。即便如此，若参议院以三分之二的多数判定特朗普有罪，则可以再以简单多数来禁止特朗普再次担任公职。
1月25日，特朗普弹劾案送交参议院审理。一般来说，弹劾现任美国总统时，首席大法官约翰·罗伯茨应当主持参议院的审判。但是，因为被告不是现任美国总统，审判由美国参议院临时议长派屈克·莱希主持。
1月26日，共和党参议员兰德·保罗認為第二次特朗普弹劾案违反美国宪法，於是提出立即停止彈劾特朗普的動議，結果該動議以55票反對45票贊成未能通過。2月9日，参议院检察官和特朗普的辩护团队辩论4个小时，讨论参议院审判程序是否符合宪法。同日，参议院以56票支持44票反对，认为审判符合宪法。2月10日中午开始，众议院弹劾经理和特朗普律师团队在两天内各自有16个小时進行陳述。
2月13日，57名参议员投票认为特朗普有罪、43名认为特朗普无罪。因为有罪票数没有达到要求的67票，参议院宣布特朗普无罪。这次投票，所有的50名民主党参议员一致认为特朗普有罪。同时，下列7名共和党参议员也认为特朗普有罪：
- 理查·波尔（北卡罗莱纳州）
- 比尔·卡西迪（路易斯安那州）
- 苏珊·柯琳丝（缅因州）
- 莉萨·穆尔科斯基（阿拉斯加州）
- 米特·罗姆尼（犹他州）
- 本·萨斯（内布拉斯加州）
- 帕特·图米（宾夕法尼亚州）

这是美国历史上参议院里收到支持程度最高的一次弹劾案，也是第二次被告人的同党派内的参议员支持弹劾（第一次是第一次特朗普弹劾案中，犹他州的米特·罗姆尼投票认为特朗普有罪）。

## 舆论与反应

### 支持舆论、反应
1月8日，超过200名国会议员已经支持弹劾特朗普或者动用第25条修正案，其他不少媒体与政治组织也表示支持。特朗普被弹劾后，参议院要审判弹劾案。截止至1月8日，参议院对弹劾的支持程度还未能确定，主要原因是特朗普剩余的任期较短。1月11日，24名前共和党国会议员表示对弹劾的支持。FiveThirtyEight 民意调查网站表示：大约有85%的民主党人、49%的独立选民和16%的共和党人支持弹劾。该网站还发现，特朗普的支持率在抨击后大约下降了8%。

#### 众议院
民主党议员
2021年冲击美国国会大厦事件当天，包括塞斯·穆尔顿、亚历山德里娅·奥卡西奥-科尔特斯、与凯瑟琳·克拉克等等众多众议院民主党议员支持立刻弹劾特朗普，或者通过第25条修正案来彈劾特朗普。众议院议长（民主党人）佩洛西也表达支持，认为要动用第25条修正案彈劾特朗普，要不然她就会准备弹劾程序。佩洛西称特朗普是“非常危险的人，不应该继续履行总统职责”。
当天，民主党议员刘云平与查理·克里斯特公开要求副总统彭斯动用第25条修正案彈劾特朗普。
共和党议员
1月7日，议员亚当·金辛格在推特上发文支持使用第25条修正案，成为第一名支持彈劾特朗普的共和党籍众议院议员。
1月12日，美国众议院的排名第三的共和党领导人（third-ranking GOP leader），也是共和党党团的领导人利兹·切尼说，她会支持弹劾。在此之后，众议院共和党领导人表示他们不会要求共和党议员反对弹劾。
1月13日投票时，十名共和党人，包括众议院共和党会议主席利茲·切尼与亚当·金辛格，投票赞成弹劾议案。

#### 参议院
民主党议员
1月7日，参议院少数党领导人查克·舒默与许多其他的民主党参议员要求特朗普被立刻彈劾。
1月11日，参议员乔·曼钦（D-WV）认为，众议院在这周投票弹劾议案是“不明智的”（ill-advised），因为参议院不可能在特朗普任期结束之前审判特朗普。他认为国会应该在拜登就职之后再进行弹劾特朗普的程序。
共和党议员
1月8日，共和党参议员本·萨斯提到，因为特朗普违反了他的总统宣誓，萨斯愿意考虑弹劾。同日，参议员莉萨·穆尔科斯基公开要求特朗普辞职，说道：“我想要彈劾他（特朗普），他（特朗普）已经造成了足够的伤害了”。穆尔科斯基还提到她可能会退出共和党，说道：“如果共和党变成了所谓的‘特朗普之党’，则我真诚地质疑共和党是否真的适合我”。
1月9日，共和党参议员帕特·图米称他认为特朗普犯了可弹劾的罪行，但是没有透露在审判中他会怎么投票。1月10日，图米认为“对我们国家最好的一条路是，總統辞职并且尽早离开”。
1月12日，纽约时报报导，参议院多数党领袖米奇·麦康诺对众议院的弹劾计划表示“满意”（pleased），同时认为弹劾的做法会让把特朗普从共和党驱逐出去的行为更加容易。

#### 各州政府
下列州长和副州长认为应当彈劾特朗普：
- 加利福尼亚州州长加文·纽森（民主党）[78]
- 伊利诺伊州州长J·B·普利茨克（英语：J. B. Pritzker）（民主党）[79]
- 马里兰州州长拉里·霍甘（共和党）[80]
- 马里兰州副州长洛伊德·卢瑟福（共和党）[81]
- 马萨诸塞州州长查利·贝克（共和党）[82]
- 纽约州州长安德鲁·库默（民主党）[83]
- 新泽西州州长菲尔·墨菲（民主党）[84]
- 北卡罗莱纳州州长罗伊·库珀（民主党）[85]
- 佛蒙特州州长菲尔·斯科特（共和党）[86]
- 弗吉尼亚州州长拉爾夫·諾瑟姆（民主党）[87]
- 华盛顿州州长杰伊·英斯利（民主党）[88]
- 前加利福尼亚州州长阿诺·施瓦辛格（共和党）[89]
- 前新泽西州州长克里斯·克里斯蒂（共和党）[90]
- 前马萨诸塞州州长威廉·韦尔德（共和党）[91]

#### 行政部门
美国国务院内大约175名外交官认为特朗普的行为削弱了美国外交政策和民主机制，要求美国国务卿迈克·蓬佩奥与其他内阁成员讨论，是否使用第25条修正案来彈劾特朗普。
在2019年离开了特朗普内阁的前美国国土安全部长约翰·法兰西斯·凯利说，如果他还在特朗普内阁内部，则他会支持用第25条修正案来彈劾特朗普。

#### 专家、社会舆论
1月11日，超过300名历史学家和宪政学者在网络上发布了一封公开信，要求彈劾特朗普。同样地，曾出版《永不滿足》揭露叔父特朗普不光彩的家族歷史的侄女玛丽·特朗普称，她认为特朗普应当被禁止再次担任公职。
多个杂志、报社（包括《大西洋》、《时代杂志》、《今日美国》、与《纽约时报》等等）的记者认为要二次弹劾特朗普，并确保特朗普无法再次担任公职。
下列保守派的出版社与评论家支持彈劾特朗普（列表并不完整）：
- 2008年共和党总统候选人、前亚利桑那州联邦参议员约翰·麦凯恩的女儿梅根·麦凯恩[103]
- 《美国保守派》杂志的Rod Dreher[104]和Daniel Larison[105]
- 《Commentary》杂志的John Podhoretz[106]
- 《华盛顿观察家报》周刊的Tiana Lowe[107]和Eddie Scarry[108]
- 《国家评论》杂志的Matthew Continetti[109]
- 《华尔街日报》[110]
- 《The Dispatch》[111]。

下列自由派、进步派的评论家支持彈劾特朗普（列表并不完整）：
- 《国家》杂志的John Nichols[112]
- 《新共和》周刊的Matt Ford[113]。

#### 其他组织、机构
下列组织、机构支持彈劾特朗普（列表并不完整）：
- 林肯计划（由反特朗普的共和党人和前共和党人组成的机构）要求众议院和参议员“立即弹劾特朗普指导、煽动攻击国会的行为”[原文 13][114]。
- 全国制造商协会请求副总统彭斯“慎重考虑”（seriously consider）使用第25条修正案[115]。
- 美国政府旗下的“自由之家”要求特朗普立刻被彈劾[116]。
- 美国公民自由联盟呼吁二次弹劾特朗普[117]。
- “为科学游行”组织在互联网上传播了一份请愿，呼吁使用第25条修正案[118]。
- 超过19个律师机构（包括Crowell & Moring、DLA Piper、Foley Hoag、与Hanson Bridgett）呼吁使用第25条修正案[119][120]。

### 反对舆论、反应

#### 参议院
1月8日，共和党参议员林赛·格雷厄姆发推，认为弹劾“弊大于利”、且指责众议院议长佩洛西和即将成为参议员多数党领袖的查克·舒默仅仅关心自己的政治生涯。1月17日，格雷厄姆在信中呼吁舒默举行投票，直接驳回众议院通过的弹劾议案。
1月12日，共和党参议员蒂姆·斯科特发推道：“[众议院的]弹劾投票只会导致更多的仇恨与国家的分裂。我反对弹劾特朗普总统”。

#### 众议院
众议院的一些比如布莱恩·菲茨派翠克和Young Kim的共和党议员反对弹劾，但是支持一项谴责（censure）特朗普的议案。

#### 行政部门
1月12日，特朗普将弹劾案描述为一个“猎巫”（witch hunt）行为，并认为弹劾案在他的支持者中会“引起极大的愤怒”（causing tremendous anger）。

#### 州政府
俄亥俄州州长麦克·德文反对弹劾，说道：“如果[弹劾]发生，则更多人会被激怒……人们将更加不信任这整个系统。我们只有两个星期直到1月20日新总统上任。只有两个星期就结束了”。

#### 其他
哈佛法学院的退休教授、在第一次特朗普弹劾案中为特朗普辩护的、并在2020年总统选举里支持拜登的律师艾伦·德肖维茨反对第二次弹劾。他认为特朗普“没有犯一个可以被弹劾的罪行”。德肖维茨还说到他会“很荣幸再次保护宪法，使其不会受到一个党派为了政治目的对其的攻击”。在《国会山报》的一篇社论中，乔治华盛顿大学法学院的教授Jonathan Turley认为，一个新的弹劾案会“损伤宪法”。尽管他谴责特朗普的言论，Turley教授仍然说到，特朗普的言论“会被美国最高法院认定为是受到保护的言论”。Turley教授还提到，特朗普“从未真正呼吁进行暴力或骚乱”，并指出了国会民主党议员2020年发表的其他言论同样鼓励了变成暴力的抗议活动。
前美国国家安全顾问约翰·博尔顿认为特朗普应当辞职；但是，博尔顿同时反对弹劾与使用第25条修正案，认为两个方案都是一个“非常差的主意”（very bad idea）。他认为，第25条修正案是宪法里面“写得最烂”（worst drafted）的一条；如果修正案被使用，且被特朗普挑战，则就会导致两个“互相争执的总统席位”（two competing presidencies）。

### 公众民意调查
截止至1月17日，政治分析、民调综合网站FiveThirtyEight利用各个不同的民调结果，得出以下结论：
- 52.7%的美国人支持彈劾
- 43.0%的美国人反对彈劾
- 86.1%的民主党人支持彈劾
- 49.5%的无党派人士支持彈劾
- 14.6%的共和党人支持彈劾。

下面的表格包含了一部分的民调结果：
| 调查机构            | 样本大小 | 样本类型       | 错误范围 | 支持弹劾 | 反对弹劾 | 支持幅度 | 日期            |
| ------------------- | -------- | -------------- | -------- | -------- | -------- | -------- | --------------- |
| YouGov              | 1448     | 已登记选民     | ±3.3%    | 50%      | 42%      | +8%      | 1月6日          |
| Axios/易普索        | 536      | 成年人         | ±4.6%    | 51%      | 49%      | +2%      | 1月6日-1月7日   |
| PBS/Marist          | 875      | 成年人         | ±4.8%    | 48%      | 49%      | -1%      | 1月7日          |
| ABC/易普索          | 570      | 成年人         | ±3.7%    | 56%      | 43%      | +13%     | 1月8日-1月9日   |
| NBC/华尔街日报      | 1000     | 已登记选民     | ±3.1%    | 50%      | 48%      | +2%      | 1月10日-1月13日 |
| 易普索              | 1019     | 成年人         | ±3.4%    | 56%      | 35%      | +21%     | 1月11日-1月13日 |
| 拉斯穆森报导        | 1000     | 可能投票的选民 | ±3.0%    | 50%      | 45%      | +5%      | 1月12日-1月14日 |
| 萨福克大学/今日美国 | 1000     | 已登记选民     | ±3.1%    | 52%      | 45%      | +6%      | 1月12日-1月15日 |

## 注解
1. ↑  美国首席大法官因特朗普不是现任美国总统，拒绝主持，所以参议院临时议长代理主持审判程序。
2. ↑  投票时有两个众议院议员的席位空缺。

## 文案或發言原文
1. ↑  眾議院彈劾議案：every single hour that Donald Trump remains in office, our country, our democracy, and our national security remain in danger
2. ↑  眾議院彈劾議案：inciting violence and obstructing Congress in engaging in its constitutionally mandated legislative business of certifying the electoral college results of the 2020 election
3. ↑  眾議院彈劾議案：encouraged—and foreseeably resulted in—imminent lawless action at the Capitol
4. ↑  眾議院彈劾議案：a mob unlawfully breached the Capitol
5. ↑  眾議院彈劾議案：engaged in violent, deadly, destructive, and seditious acts
6. ↑  眾議院彈劾議案：threatened the integrity of the democratic system, interfered with the peaceful transition of power, and imperiled a coequal branch of Government
7. ↑  眾議院彈劾議案：a threat to national security, democracy, and the Constitution
8. ↑  南希·佩洛西：a very dangerous person who should not continue in office
9. ↑  麗莎·穆爾科斯基：I want him out. He has caused enough damage
10. ↑  麗莎·穆爾科斯基：if the Republican Party has become nothing more than the party of Trump, I sincerely question whether this is the party for me
11. ↑  帕特·圖米：I think the best way for our country, (...), is for the president to resign and go away as soon as possible
12. ↑   美國國務院部分外交官聯合聲明：undermined U.S. foreign policy and democratic institutions
13. ↑  林肯計畫：immediately impeach Donald Trump for directing and provoking this attack
14. ↑  林赛·格雷厄姆：will do more harm than good
15. ↑  蒂姆·斯科特：An impeachment vote will only lead to more hate and a deeply fractured nation. I oppose impeaching President Trump.
16. ↑  德文：if that were to occur more people would be inflamed ... There would be less trust in the whole system. We only got two more weeks and the next president will take place at 12 noon on January 20, two weeks to go and that will be it.
17. ↑  艾伦·德肖维茨：[Trump] has not committed a constitutionally impeachable offense
18. ↑  艾伦·德肖维茨：would be honored to once again defend the Constitution against partisan efforts to weaponize it for political purposes
19. ↑  Turley：damage the constitution
20. ↑  Turley：would be viewed as protected speech by the Supreme Court
21. ↑  Turley：never actually called for violence or riots